# Puchar CEV siatkarek (2005/2006)
Puchar CEV siatkarek 2005/2006 – 26. sezon turnieju rozgrywanego od 1980 roku, organizowanego przez Europejską Konfederację Piłki Siatkowej (CEV) w ramach europejskich pucharów dla żeńskich klubowych zespołów siatkarskich "starego kontynentu".

## Drużyny uczestniczące
- Fabasoft Linz
- SVS Post Schwechat
- Sparkasse Klagenfurt
- Asterix Kieldrecht
- VDK Gent Dames
- Slawjanka Mińsk
- Atlant Baranowice
- Azena K. Velika Gorica
- OK Kaštela
- ŽOK Rijeka
- Apollon Limassol
- Intercollege Nikozja
- VK Královo Pole Brno
- SK UP Ołomuniec
- CV Albacete
- Universidad Burgos
- Visual Home Benidorm
- Holte IF
- ASPTT Mulhouse
- USSP Albi
- Bayer 04 Leverkusen
- Apollonios Keratsini
- Panathinaikos Ateny
- Panellinios Ateny
- Bigmat Kerakoll Chieri
- Scavolini Pesaro
- VCR Walfer
- Arke Pollux Oldenzaal
- HCC/net M. Amstelveen
- Nafta Gaz Piła
- BKS Stal Bielsko-Biała
- AC Famalicense
- CS Madeira
- Rapid Aibo Bukareszt
- Unic LPS Piatra Neamț
- Balakovskaia Bałakowo
- Zarieczje Odincowo
- Nova KBM Branik Maribor
- TPV Novo Mesto
- Crvena zvezda Belgrad
- Spartak Subotica
- VC Kanti Schaffhausen
- VFM Franches-Montagnes
- Doprastav Bratysława
- Slávia UK SLSP Bratysława
- Beşiktaş JK
- Dyo Karsiyaka Izmir
- Dżinestra Odessa
- Khimvolokno Czerkasy

## Rozgrywki

### Faza grupowa

#### Grupa A
Gent
Tabela
| Lp. | Drużyna            | Pkt | Mecze | Mecze | Mecze | Sety | Sety | Sety  | Małe punkty | Małe punkty | Małe punkty |
| Lp. | Drużyna            | Pkt | M     | W     | P     | wyg. | prz. | ratio | zdob.       | str.        | ratio       |
| --- | ------------------ | --- | ----- | ----- | ----- | ---- | ---- | ----- | ----------- | ----------- | ----------- |
| 1   | Universidad Burgos | 6   | 3     | 3     | 0     | 9    | 1    | 9.000 | 253         | 181         | 1.398       |
| 2   | Spartak Subotica   | 5   | 3     | 2     | 1     | 6    | 5    | 1.200 | 253         | 249         | 1.016       |
| 3   | VDK Gent Dames     | 4   | 3     | 1     | 2     | 5    | 6    | 0.833 | 248         | 249         | 0.996       |
| 4   | Holte IF           | 3   | 3     | 0     | 3     | 1    | 9    | 0.111 | 169         | 244         | 0.693       |

Wyniki
| Data       | Drużyna 1          | Wynik | Drużyna 2          | Sety                       |
| ---------- | ------------------ | ----- | ------------------ | -------------------------- |
| 04.11.2005 | Universidad Burgos | 3:0   | Spartak Subotica   | 28:26, 25:20, 25:15        |
| 04.11.2005 | VDK Gent Dames     | 3:0   | Holte IF           | 25:22, 25:14, 25:15        |
|            |                    |       |                    |                            |
| 05.11.2005 | Holte IF           | 0:3   | Universidad Burgos | 16:25, 9:25, 10:25         |
| 05.11.2005 | Spartak Subotica   | 3:1   | VDK Gent Dames     | 25:21, 25:21, 23:25, 25:21 |
|            |                    |       |                    |                            |
| 06.11.2005 | Holte IF           | 1:3   | Spartak Subotica   | 20:25, 21:25, 25:19, 17:25 |
| 06.11.2005 | VDK Gent Dames     | 1:3   | Universidad Burgos | 27:25, 20:25, 20:25, 18:25 |

#### Grupa B
Walferdange
Tabela
| Lp. | Drużyna                | Pkt | Mecze | Mecze | Mecze | Sety | Sety | Sety  | Małe punkty | Małe punkty | Małe punkty |
| Lp. | Drużyna                | Pkt | M     | W     | P     | wyg. | prz. | ratio | zdob.       | str.        | ratio       |
| --- | ---------------------- | --- | ----- | ----- | ----- | ---- | ---- | ----- | ----------- | ----------- | ----------- |
| 1   | Slawjanka Mińsk        | 6   | 3     | 3     | 0     | 9    | 1    | 9.000 | 247         | 154         | 1.604       |
| 2   | Azena K. Velika Gorica | 5   | 3     | 2     | 1     | 7    | 5    | 1.400 | 257         | 216         | 1.190       |
| 3   | Apollon Limassol       | 4   | 3     | 1     | 2     | 5    | 6    | 0.833 | 213         | 230         | 0.926       |
| 4   | VCR Walfer             | 3   | 3     | 0     | 3     | 0    | 9    | 0.000 | 108         | 225         | 0.480       |

Wyniki
| Data       | Drużyna 1              | Wynik | Drużyna 2              | Sety                              |
| ---------- | ---------------------- | ----- | ---------------------- | --------------------------------- |
| 04.11.2005 | Apollon Limassol       | 0:3   | Slawjanka Mińsk        | 17:25, 9:25, 16:25                |
| 04.11.2005 | VCR Walfer             | 0:3   | Azena K. Velika Gorica | 4:25, 13:25, 6:25                 |
|            |                        |       |                        |                                   |
| 05.11.2005 | Azena K. Velika Gorica | 3:2   | Apollon Limassol       | 23:25, 25:16, 23:25, 25:18, 15:12 |
| 05.11.2005 | Slawjanka Mińsk        | 3:0   | VCR Walfer             | 25:16, 25:14, 25:11               |
|            |                        |       |                        |                                   |
| 06.11.2005 | Slawjanka Mińsk        | 3:1   | Azena K. Velika Gorica | 25:20, 25:17, 22:25, 25:9         |
| 06.11.2005 | VCR Walfer             | 1:3   | Apollon Limassol       | 14:25, 14:24, 16:25               |

#### Grupa C
Schaffhausen
Tabela
| Lp. | Drużyna               | Pkt | Mecze | Mecze | Mecze | Sety | Sety | Sety  | Małe punkty | Małe punkty | Małe punkty |
| Lp. | Drużyna               | Pkt | M     | W     | P     | wyg. | prz. | ratio | zdob.       | str.        | ratio       |
| --- | --------------------- | --- | ----- | ----- | ----- | ---- | ---- | ----- | ----------- | ----------- | ----------- |
| 1   | Kanti Schaffhausen    | 6   | 3     | 3     | 0     | 9    | 4    | 2.250 | 311         | 267         | 1.165       |
| 2   | ASPTT Mulhouse        | 5   | 3     | 2     | 1     | 7    | 4    | 1.750 | 266         | 248         | 1.073       |
| 3   | Unic LPS Piatra Neamț | 4   | 3     | 1     | 2     | 5    | 6    | 0.833 | 240         | 241         | 0.996       |
| 4   | OK Kaštela            | 3   | 3     | 0     | 3     | 2    | 9    | 0.222 | 206         | 267         | 0.772       |

Wyniki
| Data       | Drużyna 1             | Wynik | Drużyna 2             | Sety                             |
| ---------- | --------------------- | ----- | --------------------- | -------------------------------- |
| 04.11.2005 | Unic LPS Piatra Neamț | 3:0   | OK Kaštela            | 25:16, 25:22, 25:16              |
| 04.11.2005 | Kanti Schaffhausen    | 3:1   | ASPTT Mulhouse        | 25:17, 24:26, 30:28, 25:23       |
|            |                       |       |                       |                                  |
| 05.11.2005 | ASPTT Mulhouse        | 3:1   | OK Kaštela            | 25:19, 25:16, 18:25, 25:16       |
| 05.11.2005 | Kanti Schaffhausen    | 3:2   | Unic LPS Piatra Neamț | 22:25, 25:19, 25:22, 21:25, 15:6 |
|            |                       |       |                       |                                  |
| 06.11.2005 | Unic LPS Piatra Neamț | 0:3   | ASPTT Mulhouse        | 20:25, 27:29, 21:25              |
| 06.11.2005 | OK Kaštela            | 1:3   | Kanti Schaffhausen    | 17:25, 26:24, 15:25, 18:25       |

#### Grupa D
Oldenzaal
Tabela
| Lp. | Drużyna               | Pkt | Mecze | Mecze | Mecze | Sety | Sety | Sety  | Małe punkty | Małe punkty | Małe punkty |
| Lp. | Drużyna               | Pkt | M     | W     | P     | wyg. | prz. | ratio | zdob.       | str.        | ratio       |
| --- | --------------------- | --- | ----- | ----- | ----- | ---- | ---- | ----- | ----------- | ----------- | ----------- |
| 1   | Panellinios Ateny     | 6   | 3     | 3     | 0     | 9    | 3    | 3.000 | 275         | 245         | 1.122       |
| 2   | Arke Pollux Oldenzaal | 5   | 3     | 2     | 1     | 8    | 3    | 2.667 | 250         | 221         | 1.131       |
| 3   | Sparkasse Klagenfurt  | 4   | 3     | 1     | 2     | 3    | 7    | 0.429 | 218         | 226         | 0.965       |
| 4   | CS Madeira            | 3   | 3     | 0     | 3     | 2    | 9    | 0.222 | 219         | 270         | 0.811       |

Wyniki
| Data       | Drużyna 1             | Wynik | Drużyna 2             | Sety                              |
| ---------- | --------------------- | ----- | --------------------- | --------------------------------- |
| 04.11.2005 | Sparkasse Klagenfurt  | 0:3   | Panellinios Ateny     | 22:25, 20:25, 20:25               |
| 04.11.2005 | Arke Pollux Oldenzaal | 3:0   | CS Madeira            | 25:16, 25:21, 25:23               |
|            |                       |       |                       |                                   |
| 05.11.2005 | CS Madeira            | 1:3   | Sparkasse Klagenfurt  | 25:22, 14:25, 20:25, 16:25        |
| 05.11.2005 | Panellinios Ateny     | 3:2   | Arke Pollux Oldenzaal | 25:20, 25:19, 19:25, 18:25, 15:10 |
|            |                       |       |                       |                                   |
| 06.11.2005 | CS Madeira            | 1:3   | Panellinios Ateny     | 25:23, 19:25, 19:25, 21:25        |
| 06.11.2005 | Arke Pollux Oldenzaal | 3:0   | Sparkasse Klagenfurt  | 25:16, 26:24, 25:19               |

#### Grupa E
Bukareszt
Tabela
| Lp. | Drużyna                | Pkt | Mecze | Mecze | Mecze | Sety | Sety | Sety  | Małe punkty | Małe punkty | Małe punkty |
| Lp. | Drużyna                | Pkt | M     | W     | P     | wyg. | prz. | ratio | zdob.       | str.        | ratio       |
| --- | ---------------------- | --- | ----- | ----- | ----- | ---- | ---- | ----- | ----------- | ----------- | ----------- |
| 1   | Rapid Aibo Bukareszt   | 6   | 3     | 3     | 0     | 9    | 3    | 3.000 | 279         | 247         | 1.130       |
| 2   | Nafta Gaz Piła         | 5   | 3     | 2     | 1     | 6    | 6    | 1.000 | 275         | 268         | 1.026       |
| 3   | Crvena zvezda Belgrad  | 4   | 3     | 1     | 2     | 7    | 7    | 1.000 | 312         | 308         | 1.013       |
| 4   | VFM Franches-Montagnes | 3   | 3     | 0     | 3     | 3    | 9    | 0.333 | 251         | 294         | 0.854       |

Wyniki
| Data       | Drużyna 1              | Wynik | Drużyna 2              | Sety                              |
| ---------- | ---------------------- | ----- | ---------------------- | --------------------------------- |
| 04.11.2005 | Rapid Aibo Bukareszt   | 3:0   | Nafta Gaz Piła         | 25:18, 25:21, 25:20               |
| 04.11.2005 | VFM Franches-Montagnes | 1:3   | Crvena zvezda Belgrad  | 18:25, 23:25, 25:21, 20:25        |
|            |                        |       |                        |                                   |
| 05.11.2005 | Rapid Aibo Bukareszt   | 3:1   | VFM Franches-Montagnes | 23:25, 25:18, 28:26, 25:19        |
| 05.11.2005 | Nafta Gaz Piła         | 3:2   | Crvena zvezda Belgrad  | 36:38, 25:23, 25:15, 16:25, 17:15 |
|            |                        |       |                        |                                   |
| 06.11.2005 | Crvena zvezda Belgrad  | 2:3   | Rapid Aibo Bukareszt   | 25:16, 15:25, 25:20, 20:25, 15:17 |
| 06.11.2005 | VFM Franches-Montagnes | 1:3   | Nafta Gaz Piła         | 18:25, 21:25, 25:22, 13:25        |

#### Grupa F
Baranowice
Tabela
| Lp. | Drużyna                 | Pkt | Mecze | Mecze | Mecze | Sety | Sety | Sety  | Małe punkty | Małe punkty | Małe punkty |
| Lp. | Drużyna                 | Pkt | M     | W     | P     | wyg. | prz. | ratio | zdob.       | str.        | ratio       |
| --- | ----------------------- | --- | ----- | ----- | ----- | ---- | ---- | ----- | ----------- | ----------- | ----------- |
| 1   | Zarieczje Odincowo      | 6   | 3     | 3     | 0     | 9    | 3    | 3.000 | 291         | 236         | 1.233       |
| 2   | Panathinaikos Ateny     | 5   | 3     | 2     | 1     | 7    | 5    | 1.400 | 263         | 263         | 1.000       |
| 3   | Nova KBM Branik Maribor | 4   | 3     | 1     | 2     | 4    | 8    | 0.500 | 255         | 276         | 0.924       |
| 4   | Atlant Baranowice       | 3   | 3     | 0     | 3     | 5    | 9    | 0.556 | 280         | 314         | 0.892       |

Wyniki
| Data       | Drużyna 1               | Wynik | Drużyna 2               | Sety                              |
| ---------- | ----------------------- | ----- | ----------------------- | --------------------------------- |
| 04.11.2005 | Zarieczje Odincowo      | 3:0   | Nova KBM Branik Maribor | 25:16, 25:17, 25:23               |
| 04.11.2005 | Atlant Baranowice       | 1:3   | Panathinaikos Ateny     | 25:15, 18:25, 16:25, 13:25        |
|            |                         |       |                         |                                   |
| 05.11.2005 | Panathinaikos Ateny     | 1:3   | Zarieczje Odincowo      | 29:27, 16:25, 17:25, 16:25        |
| 05.11.2005 | Nova KBM Branik Maribor | 3:2   | Atlant Baranowice       | 21:25, 26:24, 23:25, 25:21, 15:11 |
|            |                         |       |                         |                                   |
| 06.11.2005 | Panathinaikos Ateny     | 3:1   | Nova KBM Branik Maribor | 20:25, 25:22, 25:20, 25:22        |
| 06.11.2005 | Zarieczje Odincowo      | 3:2   | Atlant Baranowice       | 24:26, 25:27, 25:21, 25:17, 15:11 |

#### Grupa G
Czerkasy
Tabela
| Lp. | Drużyna              | Pkt | Mecze | Mecze | Mecze | Sety | Sety | Sety  | Małe punkty | Małe punkty | Małe punkty |
| Lp. | Drużyna              | Pkt | M     | W     | P     | wyg. | prz. | ratio | zdob.       | str.        | ratio       |
| --- | -------------------- | --- | ----- | ----- | ----- | ---- | ---- | ----- | ----------- | ----------- | ----------- |
| 1   | Beşiktaş JK          | 6   | 3     | 3     | 0     | 9    | 1    | 9.000 | 248         | 188         | 1.319       |
| 2   | Královo Pole Brno    | 5   | 3     | 2     | 1     | 6    | 3    | 2.000 | 212         | 195         | 1.087       |
| 3   | Apollonios Keratsini | 4   | 3     | 1     | 2     | 4    | 6    | 0.667 | 206         | 226         | 0.912       |
| 4   | Khimvolokno Czerkasy | 3   | 3     | 0     | 3     | 0    | 9    | 0.000 | 168         | 225         | 0.747       |

Wyniki
| Data       | Drużyna 1            | Wynik | Drużyna 2            | Sety                       |
| ---------- | -------------------- | ----- | -------------------- | -------------------------- |
| 04.11.2005 | Beşiktaş JK          | 3:1   | Apollonios Keratsini | 23:25, 25:21, 25:10, 25:14 |
| 04.11.2005 | Královo Pole Brno    | 3:0   | Khimvolokno Czerkasy | 25:20, 25:18, 25:21        |
|            |                      |       |                      |                            |
| 05.11.2005 | Khimvolokno Czerkasy | 0:3   | Beşiktaş JK          | 18:25, 18:25, 20:25        |
| 05.11.2005 | Apollonios Keratsini | 0:3   | Královo Pole Brno    | 18:25, 23:25, 20:25        |
|            |                      |       |                      |                            |
| 06.11.2005 | Apollonios Keratsini | 3:0   | Khimvolokno Czerkasy | 25:15, 25:16, 25:22        |
| 06.11.2005 | Beşiktaş JK          | 3:0   | Královo Pole Brno    | 25:22, 25:20, 25:20        |

#### Grupa H
Novo mesto
Tabela
| Lp. | Drużyna        | Pkt | Mecze | Mecze | Mecze | Sety | Sety | Sety  | Małe punkty | Małe punkty | Małe punkty |
| Lp. | Drużyna        | Pkt | M     | W     | P     | wyg. | prz. | ratio | zdob.       | str.        | ratio       |
| --- | -------------- | --- | ----- | ----- | ----- | ---- | ---- | ----- | ----------- | ----------- | ----------- |
| 1   | CV Albacete    | 6   | 3     | 3     | 0     | 9    | 1    | 9.000 | 245         | 181         | 1.354       |
| 2   | USSP Albi      | 5   | 3     | 2     | 1     | 6    | 6    | 1.000 | 260         | 275         | 0.945       |
| 3   | TPV Novo Mesto | 4   | 3     | 1     | 2     | 6    | 8    | 0.750 | 288         | 295         | 0.976       |
| 4   | AC Famalicense | 3   | 3     | 0     | 3     | 3    | 9    | 0.333 | 220         | 262         | 0.840       |

Wyniki
| Data       | Drużyna 1      | Wynik | Drużyna 2      | Sety                              |
| ---------- | -------------- | ----- | -------------- | --------------------------------- |
| 04.11.2005 | USSP Albi      | 0:3   | CV Albacete    | 15:25, 20:25, 18:25               |
| 04.11.2005 | TPV Novo Mesto | 3:2   | AC Famalicense | 25:12, 15:25, 25:21, 13:25, 15:4  |
|            |                |       |                |                                   |
| 05.11.2005 | CV Albacete    | 3:0   | AC Famalicense | 25:15, 25:17, 25:20               |
| 05.11.2005 | USSP Albi      | 3:2   | TPV Novo Mesto | 25:27, 25:20, 12:25, 29:27, 22:20 |
|            |                |       |                |                                   |
| 06.11.2005 | AC Famalicense | 1:3   | USSP Albi      | 25:19, 14:25, 21:25, 21:25        |
| 06.11.2005 | TPV Novo Mesto | 1:3   | CV Albacete    | 25:20, 19:25, 22:25, 10:25        |

#### Grupa I
Ołomuniec
Tabela
| Lp. | Drużyna              | Pkt | Mecze | Mecze | Mecze | Sety | Sety | Sety  | Małe punkty | Małe punkty | Małe punkty |
| Lp. | Drużyna              | Pkt | M     | W     | P     | wyg. | prz. | ratio | zdob.       | str.        | ratio       |
| --- | -------------------- | --- | ----- | ----- | ----- | ---- | ---- | ----- | ----------- | ----------- | ----------- |
| 1   | Asteríx Kieldrecht   | 6   | 3     | 3     | 0     | 9    | 2    | 4.500 | 258         | 189         | 1.365       |
| 2   | SK UP Ołomuniec      | 5   | 3     | 2     | 1     | 6    | 3    | 2.000 | 208         | 176         | 1.182       |
| 3   | ŽOK Rijeka           | 4   | 3     | 1     | 2     | 5    | 6    | 0.833 | 231         | 225         | 1.027       |
| 4   | Intercollege Nikozja | 3   | 3     | 0     | 3     | 0    | 9    | 0.000 | 118         | 225         | 0.524       |

Wyniki
| Data       | Drużyna 1            | Wynik | Drużyna 2            | Sety                              |
| ---------- | -------------------- | ----- | -------------------- | --------------------------------- |
| 04.11.2005 | Intercollege Nikozja | 0:3   | Asteríx Kieldrecht   | 6:25, 12:25, 9:25                 |
| 04.11.2005 | SK UP Ołomuniec      | 3:0   | ŽOK Rijeka           | 25:14, 25:17, 25:21               |
|            |                      |       |                      |                                   |
| 05.11.2005 | ŽOK Rijeka           | 2:3   | Asteríx Kieldrecht   | 25:22, 22:25, 20:25, 25:21, 12:15 |
| 05.11.2005 | SK UP Ołomuniec      | 3:0   | Intercollege Nikozja | 25:15, 25:15, 25:19               |
|            |                      |       |                      |                                   |
| 06.11.2005 | Intercollege Nikozja | 0:3   | ŽOK Rijeka           | 13:25, 13:25, 16:25               |
| 06.11.2005 | Asteríx Kieldrecht   | 3:0   | SK UP Ołomuniec      | 25:20, 25:18, 25:20               |

#### Grupa J
Linz
Tabela
| Lp. | Drużyna                   | Pkt | Mecze | Mecze | Mecze | Sety | Sety | Sety  | Małe punkty | Małe punkty | Małe punkty |
| Lp. | Drużyna                   | Pkt | M     | W     | P     | wyg. | prz. | ratio | zdob.       | str.        | ratio       |
| --- | ------------------------- | --- | ----- | ----- | ----- | ---- | ---- | ----- | ----------- | ----------- | ----------- |
| 1   | Visual Home Benidorm      | 6   | 3     | 3     | 0     | 9    | 2    | 4.500 | 256         | 196         | 1.306       |
| 2   | Dżinestra Odessa          | 5   | 3     | 2     | 1     | 8    | 4    | 2.000 | 263         | 238         | 1.105       |
| 3   | Slávia UK SLSP Bratysława | 4   | 3     | 1     | 2     | 4    | 7    | 0.571 | 232         | 250         | 0.928       |
| 4   | Fabasoft Linz             | 3   | 3     | 0     | 3     | 1    | 9    | 0.111 | 178         | 245         | 0.727       |

Wyniki
| Data       | Drużyna 1                 | Wynik | Drużyna 2                 | Sety                             |
| ---------- | ------------------------- | ----- | ------------------------- | -------------------------------- |
| 04.11.2005 | Visual Home Benidorm      | 3:2   | Dżinestra Odessa          | 25:17, 25:16, 19:25, 22:25, 15:7 |
| 04.11.2005 | Fabasoft Linz             | 1:3   | Slávia UK SLSP Bratysława | 25:20, 23:25, 13:25, 16:25       |
|            |                           |       |                           |                                  |
| 05.11.2005 | Dżinestra Odessa          | 3:1   | Slávia UK SLSP Bratysława | 23:25, 25:14, 25:19, 25:22       |
| 05.11.2005 | Fabasoft Linz             | 0:3   | Visual Home Benidorm      | 16:25, 14:25, 19:25              |
|            |                           |       |                           |                                  |
| 06.11.2005 | Slávia UK SLSP Bratysława | 0:3   | Visual Home Benidorm      | 16:25, 22:25, 19:25              |
| 06.11.2005 | Dżinestra Odessa          | 3:0   | Fabasoft Linz             | 25:15, 25:18, 25:19              |

#### Grupa K
Bielsko-Biała
Tabela
| Lp. | Drużyna               | Pkt | Mecze | Mecze | Mecze | Sety | Sety | Sety  | Małe punkty | Małe punkty | Małe punkty |
| Lp. | Drużyna               | Pkt | M     | W     | P     | wyg. | prz. | ratio | zdob.       | str.        | ratio       |
| --- | --------------------- | --- | ----- | ----- | ----- | ---- | ---- | ----- | ----------- | ----------- | ----------- |
| 1   | HCC/net M. Amstelveen | 6   | 3     | 3     | 0     | 9    | 2    | 4.500 | 256         | 215         | 1.191       |
| 2   | Stal Bielsko-Biała    | 5   | 3     | 2     | 1     | 8    | 5    | 1.600 | 290         | 246         | 1.179       |
| 3   | SVS Post Schwechat    | 4   | 3     | 1     | 2     | 5    | 6    | 0.833 | 220         | 232         | 0.948       |
| 4   | Bayer 04 Leverkusen   | 3   | 3     | 0     | 3     | 0    | 9    | 0.000 | 152         | 225         | 0.676       |

Wyniki
| Data       | Drużyna 1             | Wynik | Drużyna 2             | Sety                              |
| ---------- | --------------------- | ----- | --------------------- | --------------------------------- |
| 04.11.2005 | Bayer 04 Leverkusen   | 0:3   | HCC/net M. Amstelveen | 17:25, 23:25, 19:25               |
| 04.11.2005 | Stal Bielsko-Biała    | 3:2   | SVS Post Schwechat    | 25:19, 25:18, 20:25, 22:25, 15:10 |
|            |                       |       |                       |                                   |
| 05.11.2005 | SVS Post Schwechat    | 0:3   | HCC/net M. Amstelveen | 15:25, 16:25, 17:25               |
| 05.11.2005 | Stal Bielsko-Biała    | 3:0   | Bayer 04 Leverkusen   | 25:16, 25:8, 25:19                |
|            |                       |       |                       |                                   |
| 06.11.2005 | SVS Post Schwechat    | 3:0   | Bayer 04 Leverkusen   | 25:21, 25:11, 25:18               |
| 06.11.2005 | HCC/net M. Amstelveen | 3:2   | Stal Bielsko-Biała    | 19:25, 21:25, 25:23, 25:21, 16:14 |

### 1/8 finału
| Data       | Drużyna 1              | Wynik | Drużyna 2             | Sety                              |
| ---------- | ---------------------- | ----- | --------------------- | --------------------------------- |
| 14.12.2006 | Scavolini Pesaro       | 3:1   | Visual Home Benidorm  | 25:17, 25:20, 19:25, 25:17        |
| 20.12.2006 | Scavolini Pesaro       | 3:1   | Visual Home Benidorm  | 25:13, 25:16, 22:25, 25:12        |
| 14.12.2006 | Rapid Aibo Bukareszt   | 3:0   | Dyo Karsiyaka Izmir   | 25:12, 25:8, 25:19                |
| 21.12.2006 | Rapid Aibo Bukareszt   | 1:3   | Dyo Karsiyaka Izmir   | 25:19, 24:26, 27:29, 21:25        |
| 14.12.2006 | Bigmat Kerakoll Chieri | 3:1   | Slavyanka Minsk       | 20:25, 25:10, 25:12, 25:14        |
| 20.12.2006 | Bigmat Kerakoll Chieri | 3:0   | Slavyanka Minsk       | 25:20, 25:20, 25:14               |
| 14.12.2006 | Kanti Schaffhausen     | 0:3   | HCC/net M. Amstelveen | 18:25, 17:25, 21:25               |
| 21.12.2006 | Kanti Schaffhausen     | 0:3   | HCC/net M. Amstelveen | 22:25, 18:25, 23:25               |
| 13.12.2006 | Universidad Burgos     | 2:3   | CV Albacete           | 22:25, 25:21, 25:16, 21:25, 13:15 |
| 21.12.2006 | Universidad Burgos     | 3:1   | CV Albacete           | 25:18, 20:25, 25:22, 32:30        |
| 14.12.2006 | Beşiktaş JK            | 3:0   | Doprastav Bratysława  | 25:16, 25:17, 25:17               |
| 15.12.2006 | Beşiktaş JK            | 3:0   | Doprastav Bratysława  | 25:4, 25:9, 25:17                 |
| 15.12.2006 | Asterix Kieldrecht     | 3:2   | Balakovskaia Bałakowo | 25:13, 25:23, 15:25, 18:25, 15:13 |
| 21.12.2006 | Asterix Kieldrecht     | 0:3   | Balakovskaia Bałakowo | 20:25, 20:25, 17:25               |
| 13.12.2006 | Panellinios Ateny      | 0:3   | Zarieczje Odincowo    | 14:25, 19:25, 17:25               |
| 14.12.2006 | Panellinios Ateny      | 1:3   | Zarieczje Odincowo    | 21:25, 25:23, 21:25, 16:25        |

### 1/4 finału
| Data       | Drużyna 1              | Wynik | Drużyna 2             | Sety                              |
| ---------- | ---------------------- | ----- | --------------------- | --------------------------------- |
| 11.01.2006 | Scavolini Pesaro       | 3:0   | Rapid Aibo Bukareszt  | 25:15, 25:12, 25:15               |
| 18.01.2006 | Scavolini Pesaro       | 3:0   | Rapid Aibo Bukareszt  | 25:12, 25:23, 25:18               |
| 11.01.2006 | Bigmat Kerakoll Chieri | 3:1   | HCC/net M. Amstelveen | 25:21, 25:22, 20:25, 25:16        |
| 19.01.2006 | Bigmat Kerakoll Chieri | 3:1   | HCC/net M. Amstelveen | 21:25, 25:20, 25:19, 27:25        |
| 11.01.2006 | Universidad Burgos     | 3:0   | Beşiktaş JK           | 25:18, 25:12, 25:22               |
| 18.01.2006 | Universidad Burgos     | 3:2   | Beşiktaş JK           | 28:30, 21:25, 25:18, 26:24, 15:9  |
| 12.01.2006 | Zarieczje Odincowo     | 2:3   | Balakovskaia Bałakowo | 21:25, 25:15, 26:24, 21:25, 9:15  |
| 19.01.2006 | Zarieczje Odincowo     | 2:3   | Balakovskaia Bałakowo | 19:25, 21:25, 28:26, 25:16, 16:18 |

### Turniej finałowy
Turyn

#### Półfinał
| Data       | Drużyna 1              | Wynik | Drużyna 2             | Sety                |
| ---------- | ---------------------- | ----- | --------------------- | ------------------- |
| 03.03.2006 | Scavolini Pesaro       | 3:0   | Balakovskaia Bałakowo | 25:18, 26:24, 25:14 |
| 03.03.2006 | Bigmat Kerakoll Chieri | 3:0   | Universidad Burgos    | 25:9, 25:18, 25:23  |

#### Mecz o 3. miejsce
| Data       | Drużyna 1          | Wynik | Drużyna 2             | Sety                             |
| ---------- | ------------------ | ----- | --------------------- | -------------------------------- |
| 04.03.2006 | Universidad Burgos | 3:2   | Balakovskaia Bałakowo | 15:25, 14:25, 25:16, 25:18, 15:8 |

#### Finał
| Data       | Drużyna 1        | Wynik | Drużyna 2              | Sety                       |
| ---------- | ---------------- | ----- | ---------------------- | -------------------------- |
| 04.03.2006 | Scavolini Pesaro | 3:1   | Bigmat Kerakoll Chieri | 25:17, 25:18, 23:25, 25:16 |

## Klasyfikacja końcowa
| Miejsce | Drużyna                |
| ------- | ---------------------- |
| złoto   | Scavolini Pesaro       |
| srebro  | Bigmat Kerakoll Chieri |
| brąz    | Universidad Burgos     |
| 4.      | Balakovskaia Bałakowo  |